# 24 червня
24 червня — 175-й день року (176-й у високосні роки) у григоріанському календарі. До кінця року залишається 190 днів.

## Свята і пам'ятні дні

### Міжнародні
- День басейну.

### Національні
- Україна,  Естонія,  Латвія,  Литва,  Польща,  Словаччина,  Чехія: Івана Купала (Янів день).
- Україна : День Лілеї ( Латаття білого)
- Азербайджан: День працівників сфери машинобудування.
- Велика Британія: Свято літнього сонцестояння.
- Венесуела: День армії або День битви за Карабобо.
- Канада: Національне свято Квебека.
- Монако: Свято святого Івана Хрестителя.
- Киргизстан: День юриста.
- Республіка Конго: День риби.
- Філіппіни: День Маніли. (Día de Manila) Фестиваль Ватах Ватах. (Wattah Wattah Festival).

### Релігійні

#### Християнство
Різдво Івана Предтечі.

## Події
- 1099 — засновано Орден святого Іоанна Єрусалимського.
- 1128 — військо португальського графа Афонсу розгромило опозицію в битві при Сан-Мамеде.
- 1497 — перша задокументована згадка про відвідання європейцем Північної Америки: дослідник Джон Кабо (італієць за походженням Джованні Кабото) висадився на території, відомій нині як Ньюфаундленд, і проголосив її власністю англійського короля Генріха VII
- 1509 — коронація короля Англії Генріха VIII.
- 1717 — представники британських масонських лож зібралися в пивній «Гусак і рожен» і заснували Велику ложу Англії — об'єднання всіх лож. Масонство оформився як організований рух. А починалося все з будівництва собору Святого Петра в Лондоні під керівництвом знаменитого архітектора Крістофера Рена
- 1793 — Французький Конвент прийняв першу республіканську конституцію, котра проголошувала верховенство влади народу
- 1812 — армія Наполеона, найбільша військова сила Європи, що налічувала до 600 тисяч вояків, перетнула річку Німан і ступила на територію Російської імперії
- 1894 — на конгресі в Парижі, скликаному за ініціативою барона П'єра де Кубертена, прийнято рішення про утворення Міжнародного Олімпійського комітету і проведення раз на чотири роки Олімпійських ігор
- 1901 — у Парижі в галереї на вулиці Лафітт відкрилась перша виставка Пабло Пікассо. 75 картин 19-річного іспанського художника, маловідомого за межами Барселони, нічим не виказували талант генія, котрий залишить по собі спадщину в 50 тисяч робіт і буде визнаний як домінантна фігура в мистецтві 20-го століття
- 1917 — у Києві на вщент заповненій Софійській площі Володимир Винниченко зачитав текст І Універсалу Центральної Ради, прийнятий напередодні
- 1917 — у Микольську-Уссурійському відбувається Перший загальний всеукраїнський з'їзд діячів і громадянства Далекого Сходу.
- 1941 — у трьох тюрмах Львова було розстріляно 2072 особи «з метою прискореного розвантаження тюрем Львівської області від контрреволюційного, кримінально-політичного елемента»
- 1941 — розпочалися підготовлені членами ОУН(б) виступи місцевого населення у Львові, Луцьку, Перемишлі, Мостиському, Городоцькому, Рудківському, Бібрському, Жовківському та Яворівському районах Львівської області та Самбірському Дрогобицької області. До вечора того ж дня повстанці захопили містечко Вербу — райцентр Ровенської області і «вистріляли 50 енкаведистів та міліціонерів».
- 1947 — вперше офіційно повідомили про НЛО
- 1948 — за наказом Сталіна СРСР почав блокаду Західного сектору Берліна, в якому проживало понад 2,5 мільйони людей
- 1973 — з посади президента Ірландії пішов найстаріший державний діяч світу 90-річний Імон де Валера, одна з найколоритніших політичних фігур 20-го століття, не в останню чергу завдяки значним зусиллям котрого Ірландія добилась незалежності від Великої Британії
- 1982 — Жан-Лу Кретьєн став першим французьким космонавтом: він полетів у космос на радянському «Союзі-Т6».

## Народились
Дивись також Категорія:Народились 24 червня
- 1616 — Фердинанд Боль, голландський живописець, рисувальник і гравер.
- 1838 — Ян Матейко, польський художник
- 1860 — Феофіл Яновський, український терапевт і філантроп
- 1897 — Іван Лютий-Лютенко (Ґонта), український військовий та громадський діяч, меценат, старшина Запорізької дивізії, повстанський отаман Холодного Яру (1919—1922)
- 1908 — Тулліо Пінеллі, італійський драматург і кіносценарист
- 1911 — Ернесто Сабато, аргентинський письменник, фізик, художник і правозахисник
- 1914 — Мирослав Любачівський, верховний архієпископ Львівський, глава Української Греко-Католицької Церкви (1984–2000 рр)
- 1930 — Клод Шаброль, французький кінорежисер
- 1932 — Девід Мактаггарт, засновник організації «Грінпіс»
- 1963 — Юрій Каспарян, радянський та російський гітарист, колишній учасник групи Кино
- 1974 — Ольга Микитенко, українська співачка (сопрано); Заслужена артистка України (07.1999)
- 1981 — Руслан Мезенцев, український гімнаст, віце-чемпіон Олімпійських ігор (2000).
- 1987 — Ліонель Мессі, гравець збірної Аргентини з футболу, найкращий футболіст світу 2009—2012, 2015, 2019 рр.
- 1988 — Павло Чайка, військовослужбовець Збройних сил України, лейтенант, повний кавалер ордена «За мужність»

## Померли
Дивись також Категорія:Померли 24 червня
- 79 — Веспасіан, римський імператор, засновник династії Флавіїв, один з найбільш діяльних та успішних принцепсів I сторіччя.
- 1935 — Карлос Гардель, аргентинський співак, композитор, актор.
- 1978 — Мстислав Келдиш, радянський математик та механік, головний теоретик космонавтики, президент Академії наук СРСР (*1911).
- 1989 — Євген Кирилюк, український літературознавець, академік Національної академії наук України.
- 1991 — Руфіно Тамайо, мексиканський художник-модерніст.
- 2008 
  - Леонід Гурвич, американський економіст, Нобелівський лауреат 2007 року.
  - Олександр Мартинець, український художник-графік, педагог, професор Харківської державної академії дизайну та мистецтв. Заслужений діяч мистецтв України (1992). (*1932).